# Иттауи
Иттауи (Ити Тауи) (др. егип. Amenemhat-itj-tawy, «Аменемхет, захвативший обе земли»), столица Древнего Египта в 1985—1700-х годах до н. э., основанная фараоном XII династии Аменемхетом I, правившего примерно в 1991—1962 годах до н. э., на 6-й год его правления. До настоящего времени точного местоположения города не установлено. Расположен был в районе нынешнего Файюма, а его кладбища расположены в Лиште, Эль-Лахуне и Дахшуре. Место основания города, предположительно, было выбрано ближе к потенциальному месту ханаанейских вторжений для их предотвращения.